# Su Majestad el rey
 Su Majestad el rey es una escultura-objeto realizada por Joan Miró el 1974 y que actualmente forma parte de la colección permanente de la Fundación Joan Miró de Barcelona.

## Historia
Miró vivió para ver la caída del régimen tras la muerte de Franco en 1975 y la transición hacia la democracia en España. En el discurso de aceptación de su nombramiento como doctor honoris causa por la Universidad de Barcelona, en 1979, habló de la responsabilidad cívica del artista: «Entiendo que un artista es alguien que, entre el silencio de los demás, hace utilizar su voz para decir algo, y que tiene la obligación de que esta cosa no sea algo inútil sino algo que haga servicio a los hombres ».

## Descripción
Su Majestad el rey, junto con Su Majestad la reina y Su Alteza el príncipe forman parte de un conjunto de esculturas realizadas-como hacía a menudo Miró-a partir de objetos encontrados. El origen cotidiano de los elementos que forman las esculturas-objeto contradicen el título.
En el catálogo para la exposición en la Tate Modern, en 2011, Kerryn Greensberg ofrece la descripción siguiente de esta pieza:

Su Majestad el Rey está formado por un palo oxidado unido a un trozo de madera que alguna vez fue parte de un molino. La madera vieja y en bruto está salpicada con pintura azul y amarilla que gotea por los bordes, con similitudes con el tríptico  Feux d'artifice (fuegos artificiales) que Miró había realizado el mismo año. Una delgada pieza de bronce cuadrado con un hojo negro pintado, cuelga enfrente.
Kerryn GreensbergProject for a Monument , página 164

La actividad creadora, la expresión plástica Joan Miró es una vivencia estrechamente relacionada con su entorno físico y social. El arraigo a la tierra en el cosmos, los objetos cotidianos, sencillos, a menudo vinculados al mundo rural son fuentes de inspiración que estimulan su capacidad onírica y dan carácter universal a la obra. Los objetos encontrados, elementos tradicionales, objetos del entorno campesino, de Mont-roig son transformados en esculturas. La elección de Miró para estos materiales no es estética sino que se siente atraído por la energía que irradia cada objeto.

Debemos enganchar a la tierra, hay que escuchar el grito de la tierra [...]. Tarragona-Mallorca, Mont-roig y Palma [...]. En mí pesó mucho Mont-Roig. Mallorca es la poesía, la luz [...]. Y Cataluña [...]; Auxois es la fuerza mental. Caray! La fuerza plástica.
 Camilo José Cela  La llamada de la tierra, página 18